# Dayane Rocha
Dayane Pires de Rocha (født 24. marts 1991) er en kvindelig brasiliansk håndboldspiller som spiller for spanske CB Salud og Brasiliens kvindehåndboldlandshold.
Hun repræsenterede Brasilien, da hun var blandt de udvalgte i landstræner Jorge Dueñas's endelige trup ved Sommer-OL 2020 i Tokyo, hvor holdet endte på en samlet 11. plads.